# إدريس ديليون
إدريس ديليون (بالإنجليزية: Adris Deleon) مواليد 10 أبريل 1984 في جمهورية الدومينيكان، هو لاعب كرة سلة دومينيكي. بدأ مسيرته الاحترافية في سنة 2009. يلعب في دوري بورتوريكو لكرة السلة كلاعب هجوم خلفي. يحمل الرقم 20. يبلغ طوله 5 قدم 11 بوصة (1.8 م). لعب مع هاليفاكس رينمين وإلوارا هوكز.

## روابط خارجية
- إدريس ديليون على موقع الاتحاد الدولي لكرة السلة (الإنجليزية)
- إدريس ديليون على موقع كرة السلة الأوروبية.كوم (الإنجليزية)
- إدريس ديليون على موقع كلية كرة السلة في سبورتس رفرنس.كوم (الإنجليزية)
- إدريس ديليون على موقع ريلجم (الإنجليزية)
- إدريس ديليون على موقع بروبوليرز (الإنجليزية)
- إدريس ديليون على موقع سبورتس رفرنس (الإنجليزية)